# Elecciones al Senado de abril de 2019 (Valencia)
Las elecciones al Senado de 2019 se celebraron en la provincia de Valencia el domingo 28 de abril, como parte de las elecciones generales convocadas por Real Decreto dispuesto el 4 de marzo de 2019 y publicado en el Boletín Oficial del Estado el día siguiente. Se eligieron los 4 senadores correspondientes a la circunscripción electoral de Valencia, mediante escrutinio mayoritario plurinominal parcial con listas abiertas.

## Resultados
Los comicios depararon en la elección de 3 senadores del Partido Socialista Obrero Español (Javier de Lucas Martín, Mercedes Berenguer Llorens y Pedro Rodríguez Navarro) y 1 del Partido Popular (Fernando de Rosa Torner). El PP perdió parte de la representación en el senado que, ya desde 1996, venía siendo la máxima de 3 senadores. Los resultados del escrutinio completo y definitivo se detallan a continuación:
| Candidato                            | Candidato                            | Lista                      | Votos   |
| ------------------------------------ | ------------------------------------ | -------------------------- | ------- |
|                                      | Javier de Lucas Martín               | PSOE                       | 406 479 |
|                                      | Mercedes Berenguer Llorens           | PSOE                       | 386 456 |
|                                      | Pedro Rodríguez Navarro              | PSOE                       | 366 141 |
|                                      | Fernando de Rosa Torner              | PP                         | 330 696 |
| Rubén Fausto Moreno Palanques        | Rubén Fausto Moreno Palanques        | PP                         | 259 209 |
| Susana Camarero Benítez              | Susana Camarero Benítez              | PP                         | 257 072 |
| Pablo García Medrano                 | Pablo García Medrano                 | Cs                         | 248 530 |
| Susana Ruiz Vives                    | Susana Ruiz Vives                    | Unidas Podemos             | 199 453 |
| Ernesto Francisco Armañanzas Villena | Ernesto Francisco Armañanzas Villena | Vox                        | 183 636 |
| Ignacio Cartagena Sinisterra         | Ignacio Cartagena Sinisterra         | Cs                         | 167 332 |
| Inmaculada Ester Redondo Cebolla     | Inmaculada Ester Redondo Cebolla     | Cs                         | 166 209 |
| Dolors Pérez Martí                   | Dolors Pérez Martí                   | Compromís                  | 163 359 |
| Ester Roca Laborda                   | Ester Roca Laborda                   | Unidas Podemos             | 160 895 |
| Luis Escobar de la Paz               | Luis Escobar de la Paz               | Unidas Podemos             | 142 238 |
| Xavier Hervás Martínez               | Xavier Hervás Martínez               | Compromís                  | 123 394 |
| Ricardo Belda Valiente               | Ricardo Belda Valiente               | Vox                        | 116 574 |
| Raquel Vallés Navarro                | Raquel Vallés Navarro                | Compromís                  | 116 297 |
| Delia Barral Navarro                 | Delia Barral Navarro                 | Vox                        | 111 960 |
| Ignacio Javier de Guzmán Muñoz       | Ignacio Javier de Guzmán Muñoz       | PACMA                      | 34 386  |
| María Carmen Jachán Sánchez          | María Carmen Jachán Sánchez          | PACMA                      | 25 911  |
| Carlos Naranjo González              | Carlos Naranjo González              | PACMA                      | 22 187  |
| Carlos Crespo Grau                   | Carlos Crespo Grau                   | Som Valencians en Moviment | 10 715  |
| Vicent Ruiz Navarro                  | Vicent Ruiz Navarro                  | ERPV                       | 6182    |
| Roberto José Lázaro del Barrio       | Roberto José Lázaro del Barrio       | Avant                      | 5951    |
| Ricardo Puchades Pérez               | Ricardo Puchades Pérez               | Recortes Cero-Grupo Verde  | 4016    |
| Simeón Lezcano Serrano               | Simeón Lezcano Serrano               | PCPE                       | 3894    |
| María Desamparados Escobedo          | María Desamparados Escobedo          | Avant                      | 3395    |
| José Francisco Boix Yuste            | José Francisco Boix Yuste            | Avant                      | 2802    |
| Mª José Salvador Pérez               | Mª José Salvador Pérez               | Recortes Cero-Grupo Verde  | 2609    |
| Juan Luis Costa Zúñiga               | Juan Luis Costa Zúñiga               | Recortes Cero-Grupo Verde  | 1374    |